# Municipio de Freedom (condado de Portage)
El municipio de Freedom (en inglés: Freedom Township) es un municipio ubicado en el condado de Portage en el estado estadounidense de Ohio. En el año 2010 tenía una población de 2843 habitantes y una densidad poblacional de 45,86 personas por km².

## Geografía
El municipio de Freedom se encuentra ubicado en las coordenadas 41°14′23″N 81°8′49″O / 41.23972, -81.14694. Según la Oficina del Censo de los Estados Unidos, el municipio tiene una superficie total de 62 km², de la cual 61,65 km² corresponden a tierra firme y (0,56 %) 0,35 km² es agua.

## Demografía
Según el censo de 2010, había 2843 personas residiendo en el municipio de Freedom. La densidad de población era de 45,86 hab./km². De los 2843 habitantes, el municipio de Freedom estaba compuesto por el 97,4 % blancos, el 0,49 % eran afroamericanos, el 0,14 % eran amerindios, el 0,18 % eran asiáticos, el 0,25 % eran de otras razas y el 1,55 % eran de una mezcla de razas. Del total de la población el 0,7 % eran hispanos o latinos de cualquier raza.